# 伊藤雅二
伊藤 雅二（いとう まさじ、1905年〈明治38年〉8月29日 - 1990年〈平成2年〉10月28日）は、日本の剣道家。段位は範士九段。警視庁剣道副主席師範を務め、退職後は全日本剣道連盟審議員、東京都剣道連盟審議員、目黒区剣道連盟会長、青梅市剣道連盟顧問、第6回世界剣道選手権大会審判長などを歴任した。

## 経歴
- 1905年（明治38年） - 千葉県匝瑳郡（現・匝瑳市）に生まれる。小学校6年生のときに親戚の伊藤吉勝に不二心流を学ぶ。
- 1920年（大正9年） - 匝瑳普通学校に入学し、高野佐三郎の門弟、細井寿作から剣道の指導を受ける。
- 1926年（大正15年） - 警視庁に奉職。
- 1931年（昭和6年） - 第6回明治神宮体育大会剣道競技警察官選士試合に東京府代表として出場し優勝、恩賜の短刀を授与される。
- 1932年（昭和7年）4月 - 警視庁教養課に勤務。
- 1936年（昭和11年）3月 - 警視庁剣道助教拝命、中山博道、堀田捨次郎、檜山義質、斎村五郎、持田盛二などから指導を受ける。
- 1936年（昭和11年） - 皇宮警察武道大会優秀錬士選抜試合に出場し優勝。
- 1943年（昭和18年）7月 - 警視庁剣道師範拝命。
- 1948年（昭和23年）5月 - 国家地方警察本部体育技官。
- 1954年（昭和29年）7月 - 警視庁に復帰。
- 1964年（昭和39年）4月 - 警視庁剣道副主席師範。
- 1967年（昭和42年）4月 - 警視庁武道主幹。
- 1968年（昭和43年）3月 - 警視庁を退職。その後、全日本剣道連盟審議員、東京都剣道連盟審議員、目黒区剣道連盟会長、青梅市剣道連盟顧問などを歴任。
- 1985年（昭和60年） - 第6回世界剣道選手権大会（於　フランス）審判長。
- 1990年（平成2年）10月28日 - 東京都青梅市において他界。享年85。

## 逸話
吉田松陰の「人と成るべし」を座右の銘とし、「剣即心」を信条としていた。その銘は御岳神社参道の入り口に立つ剣道碑に刻まれている。